# ザラブ星人
ザラブ星人（ザラブせいじん）は、特撮テレビドラマ『ウルトラマン』をはじめとするウルトラシリーズに登場する架空の宇宙人。別名は凶悪宇宙人。
名前の由来は、「兄弟」を意味する英語「brother （ブラザー）」を逆から読むというアナグラム。『ウルトラマン』の劇中では、「（ザラブ星人の）母星語で兄弟という意味」という星人自身の説明がある。

## 『ウルトラマン』に登場するザラブ星人

### 初代
第18話「遊星から来た兄弟」に登場。
これまでにも多くの星を滅ぼしたザラブ星の工作員の1人。母星は第8銀河系にあると語る。ザラブ星人は他の星の文明や人々の命を滅ぼすことを目的としており、さまざまな惑星で暗躍している。短時間で地球の言語を翻訳する携帯用電子頭脳を完成させるなど、優れた知性と科学技術力を誇る。破壊怪音波とそれを利用した目から出す催眠光線、瞬間移動能力や飛行能力、指先から発射する光弾、肝臓で生成して凹凸状の皮膚から噴出する放射能霧に加え、高い耐久性ゆえに動くとより強力に拘束する拘束用テープを持つが、これは地球人の涙を浴びると劣化する性質を持つ。等身大時には、地球人の言語を理解するために箱状の赤い耳を出している。一人称は「わたし」。
突如として地球上に広まった放射能霧を簡単に除去したうえ、軌道を外れたという地球側の土星探検ロケットを地球まで誘導し、地球人に対して友好的であるかのような行動をとるが、それらはすべて演技であり、雄弁で尊大な態度をとる。イデ隊員を怪音による催眠術（念力）で意のままに操り、フジ隊員に化けてアラシ隊員に睡眠薬入りのコーヒーを飲ませて昏倒させ、秘密会議を盗聴する。ウルトラマンであるハヤタ隊員を捕獲してベーターカプセルを奪おうとするが、彼がそれを持ち忘れていたために失敗した後、にせウルトラマンに変身して街を破壊することにより、地球侵略の障害となるウルトラマンへの信頼を貶めて地球人の敵と思わせようとたくらむ。しかし、ハヤタのもとへ駆けつけたホシノ少年が流した悔し涙が拘束用テープを切った結果、彼にハヤタを救出されたために本物のウルトラマンと戦うことになり、スペシウム光線を撃ち込まれて変身が解け、格闘の末にスペシウム光線で倒される。
- スーツアクター・声：青野武[出典 6]
- デザインは成田亨によるもので[19]、首や肩をなくして人間のシルエットを感じさせないデザインとしている[20][21]。目の中央がくぼんだデザインは、ウルトラセブンや『突撃! ヒューマン!!』のヒューマンに通じる意匠となっている[21]。
- 頭部はFRP樹脂製だったが、途中からラテックス製となった[22]。等身大時には五角形の耳が頭よりせり出しているが、巨大化（戦闘）時には収納されて窪みになっている[23]。
- 着ぐるみは巨大ラゴンの改造[出典 7]。巨大ラゴンから流用した胴体のうち、側面や背面にあった鰭は取り外され、表面の形状のみを活かしてボディ全体の彩色が塗り直されている[19]。
- 金城哲夫によるノベライズ『怪獣絵物語ウルトラマン』では、他の宇宙人と共にウルトラマンの対策会議に参加している姿が挿絵で確認できる[24][注釈 3]。その後、描写は無いがウルトラマンに倒されたことが語られている。
- 青野は『ウルトラ怪獣大百科』のナレーターを務めているが、ザラブ星人の回のみ自らの声で解説しているような表現となっている。

#### にせウルトラマン
ザラブ星人が地球人とウルトラマンの関係を険悪化させようと化けた偽者。ただし、ウルトラマンの外見を真似ただけなので、スペシウム光線などの光線技の発射能力や、ウルトラマンに匹敵する戦闘力などは持っていない。本物よりも目が赤みを帯びて吊り上がっており、耳やつま先、頭部のとさか、顎が尖っていてボディの赤いラインに黒縁が見られるなどの異なる点が多いが、ムラマツたちは見分けが付かずに困惑していた。
ハヤタを拉致したうえで夜の市街地を破壊した後、彼を監禁しておいたビルに戻り、そこでハヤタとの脱出を試みているホシノ少年を発見すると、彼らの用いていたロープごと摘み上げて宙吊り状態で捕らえ、窮地に陥れる。しかし、出現した本物のウルトラマンにホシノ少年を奪還され、そのまま本物のウルトラマンと対峙する。本物のウルトラマンのチョップにひるむなど、格闘で敵わないと判断して空中へ逃れようとするが、至近距離でスペシウム光線を受けて本来の姿に戻る。
- スーツアクター：池田文男[出典 10]
- デザインは成田亨[27]。
- マスクは新造[注釈 5]だが、スーツはウルトラマンのAタイプを改造したもので[10][28]、足の形状はBタイプと同一である[28]。撮影後、スーツは最終回（第39話）に登場するゾフィーに改造された[28]。
  - 古谷敏が2020年のインタビューで明かしたところによれば、本物のウルトラマンがにせウルトラマンのマスクをチョップした直後の右手を振って悶絶する姿は、古谷がマスクの硬さに思わず悲鳴を上げるほど本当に痛がったことによるものであり、彼はカットの声がかかるまで小指の痛みを我慢していたという[29]。また、2022年のインタビューで明かしたところによれば、チョップは「人間的な動きはダメ」という注意を受けた直後だったうえ、寸止めを狙ったもののあまり組まない相手役（池田）だったこともあって全力で入り、（目の）強化FRPを粉砕してしまうという完璧なNGであったが、第18話監督の高野宏一が頑なに出した（使った）という[30]。
- 出演者クレジットではニセ・ウルトラマンと表記されていた[注釈 6]。「ウルトラ怪獣シリーズ」のソフビ人形のタグカードなど、一部ではニセウルトラマンとも表記されていた[注釈 7]。書籍『ウルトラ怪獣大全集』ではにせ・ウルトラマンと表記している[5]。
- 劇中で攻撃を行う装軌式ミサイル車両の映像は、映画『モスラ』からの流用である[10]。

### 2代目
第33話「禁じられた言葉」に登場。
地球侵略を狙うメフィラス星人に操られ、バルタン星人（三代目）やケムール人（二代目）と共に28番街に現れる。体色はメフィラス星人と同じく、黒と銀のツートンカラーとなっている。不思議な音を発しながら立っていたが、すぐに他の宇宙人と共に消え去った。
- 着ぐるみは初代の流用であるが、耳が無く[32]体色は黒くなり、胸に銀色の模様が見られる。
- 資料によっては実体のない投影像であった可能性を記述している[出典 13]。

## 『ウルトラマンボーイのウルころ』に登場するザラブ星人
『ウルトラマンボーイのウルころ』に登場。
1回目
第25回「ウィークポイント！ の巻」に登場。ウルトラマンAに対し、変身能力を駆使して戦う。バルタン星人やゼットンに変身してエースを苦しめるが、ゼットンに変身した際に弱点の背中を攻撃され、敗退した。
2回目
第110回「衝撃！ アグル対アグルの巻」に登場。ウルトラマンアグルに対し、地震攻撃でひるませた後に過去のアグルの幻覚を実体化して戦わせるが、迷いを捨てたアグルによって幻覚のアグルが倒され、恐れをなして退却した。
- 書籍『円谷プロ全怪獣図鑑』では、第25回の変身した姿を変身バルタン星人・変身ゼットン、第110回のアグルの幻影を霊体ウルトラマンアグルとそれぞれ記載している[35]。
- スーツはアトラクション用のものが使用されている[36]。

## 『ウルトラマンメビウス&ウルトラ兄弟』に登場するザラブ星人
映画『ウルトラマンメビウス&ウルトラ兄弟』に登場。
かつてウルトラマンに倒されたザラブ星人の同族。GUYSのドキュメントSSSPにデータが記録されている。外見は肩がマッシブになっている以外は初代とほぼ同様。武器は手の先から発射する破壊光線や攻撃を無力化するバリヤー。初代が使用していた小型電子頭脳は使わず、地球人と直接会話できるようになっている。
変身能力でジングウジ・アヤを捕らえて彼女に化け、ウルトラマンメビウス=ヒビノ・ミライに痺れ薬入りのコーヒーを飲ませて動けなくすると、彼への信頼を人類から失墜させるためにニセウルトラマンメビウスの姿に変身してポートアイランドを破壊し、わざと本物のメビウスをおびき寄せて挑発しながら戦いを挑む。正体を暴かれた後は本物のメビウスと格闘戦を繰り広げ、バリヤーで攻撃を防いでエネルギーを消耗させるが、光線の押し合いの末に最後はメビュームシュートを受けて倒される。しかし、すべてはガッツ星人がメビウスを捕らえるために仕組んだ罠だった。
- スーツアクター：伊藤慎
- 声は『ウルトラマン』第18話に登場した個体と同じく、青野武が演じている。青野の起用は、脚本を担当した長谷川圭一の要望によるものである[41]。
- デザインは酉澤安施が担当[42][43]。酉澤は子供のころにザラブ星人を見てスフィンクスのイメージを抱いていたことから、筋肉に岩のイメージを加えている[43]。口元には初代と同じ風船のギミックが入っている[43]。等身大時と巨大化時における耳の差異も再現されている[23]。
- ウルトラマンのライバルと目される宇宙人は他にも存在するが、バルタン星人は『ウルトラマンマックス』において新解釈されたばかりで悪役としては使い辛く、メフィラス星人は群れて戦うイメージではないとして選択肢からそれぞれ外され、ザラブ星人が選ばれた[41]。

### ニセウルトラマンメビウス
ザラブ星人が変身した偽者のメビウス。にせウルトラマンと同じくシャドーラインが目元に入っており、つま先が尖っているほか、全身および頭部の赤いラインに沿って黒いラインが引かれているが、にせウルトラマンと異なりメビュームスラッシュも放てる。この姿で街を破壊し、本物のメビウスをおびき寄せて交戦した末にメビュームスラッシュを受け、正体を現す。
- デザインは丸山浩[出典 17]。脚本を担当した長谷川圭一の要望により[41]、本物との差異は部分的に黒を入れて目の形状を変更するなど、にせウルトラマンをオマージュしている[42]。両目にはザラブ星人と同じ意匠が入っている[47]。目は既存の何らかのものを流用し、ブーツはデザイン画では尖っていなかったが、監督の小中の要望で修正している[48]。背面は修正していない[48]。

## 『ウルトラマンメビウス外伝』に登場するザラブ星人

### 『ウルトラマンメビウス外伝 超銀河大戦』
テレビマガジン版『ウルトラマンメビウス外伝 超銀河大戦』に登場。
『メビウス』劇場版の時と同様にガッツ星人、ナックル星人、テンペラー星人と宇宙人連合を結成しており、アークボガールを探して銀河系の果てに到着したウルトラ兄弟を他の3人や復活したUキラーザウルス・ネオと共に攻撃するが、空中でウルトラマンタロウのスワローキックを受けて返り討ちにされた。

### 『ウルトラマンメビウス外伝 アーマードダークネス』
テレビマガジン版『ウルトラマンメビウス外伝 アーマードダークネス』に登場。
アーマードダークネスを手に入れるためにマグマ星人やババルウ星人などと宇宙人軍団を結成し、ウルトラ兄弟と対決する。その最中、にせウルトラマンに化けてメビウスを騙し、共にアーマードダークネスが隠されているダークプラネットに向かう。アーマードダークネスを見つけてメビウスを攻撃するが、本物のウルトラマンのスペシウム光線を受けて変身を解かれると、アーマードダークネスをR惑星へ運んでババルウ星人に着けさせ、彼らと共に再びウルトラ兄弟と対決する。しかし、アーマードダークネスが動き出したことでババルウ星人は倒れたため、暴走したアーマードダークネスを自分たちの戦力にしようとするが、他の宇宙人たちと共にレゾリューム光線を受けて倒される。

### 『ウルトラマンメビウス外伝 ゴーストリバース』
OV版『ウルトラマンメビウス外伝 ゴーストリバース』に登場。
本編には一切関与しておらず、ラストで宇宙空間を漂うギガバトルナイザーを掴む腕のみの登場となっており、これが『大怪獣バトル ウルトラ銀河伝説 THE MOVIE』につながることとなる。

## 『大怪獣バトル』に登場するザラブ星人

### 『ウルトラギャラクシー大怪獣バトル NEVER ENDING ODYSSEY』に登場するザラブ星人（NRB）
『ウルトラギャラクシー大怪獣バトル NEVER ENDING ODYSSEY』第8話「潜入者を撃て！」に登場。公式サイトには記載がないが、書籍ではザラブ星人（NRB）と表記されている。
変身能力を駆使する凶悪な宇宙人だがレイオニクスバトラーではなく、宇宙の覇権を狙って戦っているレイオニクスバトラーを嫌い、変身能力で騙し討ちにしてバトルナイザーを奪っていた。奪ったバトルナイザーは、自分の顔を模した形のケースに収納している。一人称は「俺様」。
輸送飛行中のハルナを襲い、初代と同じく銀色のテープを用いて拘束すると彼女に化けてペンドラゴンに潜入するが、探索中にオキをレイオニクスと誤解したうえ、自分の正体を見抜いて毒殺しようとしていると思い込んで逃げ出したところ、テープが涙で解けたために逃れていた本物のハルナと遭遇し、言動から正体が露呈する。とっさに後述のにせウルトラマンに変身するが、船内のいざこざで手を傷めていたようでゴモラにはほとんど歯が立たず、一命は取り留めたものの敗北するとオキが「怪獣マニア」であることを知り、退散した。
過去に現れた個体とは異なり、先述のペンドラゴンにおけるいざこざでZAPの隊員たちに振り回される、オキの部屋にあった自分の解剖図を見て驚く、退散する際には腰を痛めるなど、終始コミカルな描写や言動が目立った。
- 声：青野武
- スーツアクター：福田大助
- 名前の後につく（NRB）は「レイオニクスバトラーではない」という意味。
- 今作でも巨大化時と等身大時での耳の差異が再現されている[23]。

#### 『ウルトラギャラクシー大怪獣バトル NEVER ENDING ODYSSEY』に登場するにせウルトラマン
ザラブ星人（NRB）が変身したウルトラマンの偽者。初代同様に目が釣り上がり、耳やつま先が尖っていて腹部に黒線が入っている。ZAPの隊員たちの目の前で変身したため、即座に本物のウルトラマンではないと見破られ、レイが召喚したゴモラと対決する。当然偽物の為にスペシウム光線は撃てず、素手で立ち向かって劣勢におちいる。ザラブ星人と同じように攻撃して逆に痛がるなど、この戦いもコミカルに描かれている。結局、ゴモラの超震動波を受けて元の姿に戻る。
- 姿は初代のにせウルトラマンと同一であるが、今回はウルトラマンの目の部分（着ぐるみでいうところの覗き穴）が明確になっている。

### 『大怪獣バトル ウルトラ銀河伝説 THE MOVIE』に登場するザラブ星人
映画『大怪獣バトル ウルトラ銀河伝説 THE MOVIE』に登場。
ギガバトルナイザーを手に入れ、にせウルトラマンに変身して光の国の宇宙牢獄に侵入し、ウルトラマンベリアルの封印を解く。復活させたベリアルと共謀を図って全宇宙支配を目論むが、ベリアルにとってはもはや用済みであり、ギガバトルナイザーを渡した直後、肩慣らしとばかりにギガバトルナイザーで瞬殺された。事実上、本作品における大事件の元凶である。なお、『NEVER ENDING ODYSSEY』の登場個体とは別人である。
また、百体怪獣ベリュドラの左角を構成する怪獣の1体となっている。
- 声：青野武
- 着ぐるみは『ウルトラマンメビウス&ウルトラ兄弟』や『ウルトラギャラクシー大怪獣バトル NEVER ENDING ODYSSEY』で使用されたものの顔を改造しており、全体的に初代に近いフォルムになっている[59]。ただし、こちらは巨大化後の姿でも耳の突起が残っている[23]。

#### 『大怪獣バトル ウルトラ銀河伝説 THE MOVIE』に登場するにせウルトラマン
映画『大怪獣バトル ウルトラ銀河伝説 THE MOVIE』に登場。
ギガバトルナイザーを手に入れていたザラブ星人が変身した姿。この姿で宇宙牢獄に現れ、番人を退けて牢獄に侵入した。
- スーツは『ウルトラギャラクシー大怪獣バトル NEVER ENDING ODYSSEY』のものの頭部を、初代に似せて改修したもの[59]。

### 『大怪獣バトル ULTRA MONSTERS』に登場するザラブ星人
EX第14話「戦場の惑星」、第16話「決戦！四人の戦士」、第17話「支配者の陰謀」、NEO第10話「もう1つの脅威」、第11話「復活の暗黒魔鎧装」に登場。
EX第14話ではザラブ星のレイオニクスとして登場。好戦的な性格をしており、EXエレキングを操る。この時はメトロン星人のレイオニクスが操るEXレッドキングと自身の怪獣を戦わせている姿が見られるだけである。第16話ではメトロン星人を破った主人公の前に現れ、EXエレキングと共に主人公の怪獣と戦うが、こちらも今の主人公に対しては力及ばず敗北する。その後、第17話でレイブラッド星人のシルバーブルーメによってメトロン星人共々、レイオニクスパワーを吸い取られて力尽きる。その後の生死は不明。
NEO第10話ではアーマードダークネスを倒し、手に入れるために主人公の持つネオバトルナイザーを狙い、初代同様にせウルトラマンに変身する。そして、青い球を追ってワームホールを抜け、惑星ハマーにやってきた主人公たちの前に現れ、本物のウルトラマンのふりをしてネオバトルナイザーを渡すように促すが、失敗して正体が露呈する。主人公たちと共にダークネスフィアに吸い込まれた第11話では、グローザムがアーマードダークネスの力でパワーアップしたのを見て、自身もその力を得ようとアーマードダークネスの前で巨大化するが、同様にはならず逆に分解されて取り込まれた。EXに登場したものと同一かは不明。にせウルトラマンの姿の時は紳士的に振る舞いつつもネオバトルナイザーを手に入れようと必死になる、正体を知られてダークネスフィアに吸い込まれる時は「吸い込まれちゃうから」と叫ぶなど、『ウルトラギャラクシーNEO』の登場個体と同様にコミカルな言動も見せていた。
ステータスはスピードが高いが、ディフェンスが低い。必殺技は、頭突きを浴びせる「ザラブヘッドバット」、ウルトラマンとの戦いの際に使用した指から弾を放つ「エネルギーバルカン連射」、怪音波で苦しめる「破壊怪音波」を使う。また、毒属性に強いという一面を持つ。

#### 『大怪獣バトル ULTRA MONSTERS NEO』に登場するにせウルトラマン
『大怪獣バトル ULTRA MONSTERS NEO』第10話「もう1つの脅威」に登場。
主人公のネオバトルナイザーを奪うためにザラブ星人が変身した姿。ハマーにやって来た主人公たちの乗るヴィットリオの宇宙船の前に現れ、ウルトラマンのふりをしてネオバトルナイザーを渡すように告げるが、それを頑なに拒否するカネゴンの姿を見て逆上して襲いかかる。しかし、ネオバトルナイザーの怪獣に返り討ちに遭い、元の姿に戻った。
ステータスの方は、変身前のザラブ星人のアタックとパワーを強化したように高い。本来は外見のみの変身で、本物のようにスペシウム光線などの技は使用できないが、今作では「フェイクスペシウム光線」や「フェイクウルトラ水流」などの必殺技が使用可能となっている。しかし、これらの威力は低い。ザラブ星人の姿に戻ってエネルギーバルカン連射を使った後、再びこの姿になって敵にフェイクスペシウム光線を浴びせる「リアクトアタック」は、高い威力を有する。また、ゼットンと組ませることによってタッグ必殺技「ゼットンファイナルビーム」が発動できる。

## 『ウルトラゾーン』に登場するザラブ星人
バラエティ番組『ウルトラゾーン』では「怪獣マッサージ」、「THE LOVE」に登場。
第2話のコントパート「怪獣マッサージ」では、溜池山王のマッサージ店に来店し、マッサージを受けながら自身の経歴や能力を語る。最後に肩のマッサージを要求するが、その位置を判別しにくい体型が整体師を困惑させることになる。声はバカリズムが担当。
また、第9話のアイキャッチで、男子高校生に化けた個体がその本物と鉢合わせする様子が描かれている。

### 「THE LOVE」に登場するザラブ星人
第6話「THE LOVE」（ザ・ラブ）に登場。
墜落した宇宙船から出現して腕を負傷したところを、片田舎で畑仕事をしつつ油絵を描いている女性画家で未亡人の池谷ミツ子に救われ、地球の習慣に戸惑いながらも2人で奇妙な生活を送る。好物はコーヒーで、自ら淹れることもある。
ミツ子と暮らすうちに好意を抱くようになったある日、外出中に彼女を喜ばせようと亡夫に変身するが拒絶されて先に帰られ、傷心のまま帰宅する。そこで実は余命いくばくもなく倒れていたミツ子に心の意味を諭され、彼女の最期を看取って消え去る。主を失ったミツ子の家には、思い出の品とともに彼女が描いたザラブ星人の肖像画が、夫の遺影のそばには「TheLove 我が夫」と題された肖像画が飾られていた。肖像画に描かれた「我が夫」もまた、別のザラブ星人であった。
- 声 / 人間態：関智一
- スーツアクター：岩田栄慶、外島孝一
- スーツは『大怪獣バトル ウルトラ銀河伝説 THE MOVIE』で使用されたものを改修したもの[64]。

## 『ウルトラマンX』に登場するザラブ星人
『ウルトラマンX』第4話「オール・フォー・ワン」に登場。
数多くの惑星を襲撃し、さらなる標的を地球に定めて降り立った破壊工作員。戦闘時は指からのエネルギーバルカンと格闘術を駆使する。
ベムスターのスパークドールズを持って化学工場を特殊な破壊装置で爆破しながら、発生した有毒ガスをエネルギー源としてベムスターに吸収させた直後に実体化させ、街で暴れさせる。ワタルとハヤトに追跡されるが、まもなく言い争い始めた彼らの隙を突いて逃走した後、アスナも加わった3人と格闘戦を繰り広げた果てに追い詰められ、彼らへ逆襲するために巨大化する。しかし、ランドマスケッティのファントンレールキャノンやスカイマスケッティのファントン光子砲を浴びせられたうえ、最後はワタルのウルトライザーによる射撃で倒された。
- 声：村上ヨウ
- スーツアクター：力丸佳大
- 公式サイトでは口がベムスターの腹部に似ていると紹介されている[65]。
- 第4話の脚本を担当した黒沢久子は、ザラブ星人を活かしきれなかったことを後悔していると述べている[69]。
- 巨大化時にも耳の突起が残っている[23]。

## 『ウルトラマンR/B』に登場するザラブ星人
『ウルトラマンR/B』第18話「明日なき世界」に登場。
宇宙人向けのテレビ局「NPTV（ネビュラプラネットテレビジョン）」のAD担当として登場。視聴率を稼ごうとディレクターのメフィラス星人の指示で美剣サキに化け、彼女が巨大化して街で暴れるイメージ映像を作るが、抗議が殺到したことから失敗に終わり、次は湊ウシオをおびき出すべく湊アサヒに化けて人質にされたふりをする。すぐに正体を明かしてウシオに真実を告げたところ、それでもなお地球爆破爆弾を止めるために尽力した彼に助けられ、感謝する。
- 声、人間態（山田）：竹内一希（まんじゅう大帝国）
- スーツアクター：矢﨑大貴
- NPTVの宇宙人のキャラクターは、業界歴の長い監督の神谷誠が実際に目にした人物を元にしている[73]。初期案では3体ともザラブ星人であった[73]。
- ザラブ星人が撮影に使用しているテレビカメラの形状は、初代ザラブ星人が使用していた電子頭脳を模している[73][74]。

## 『ウルトラマンタイガ』に登場するザラブ星人
『ウルトラマンタイガ』第23話「激突！ウルトラビッグマッチ！」に登場。
ウルトラマンタイガやウルトラマントレギアを倒すため、チブル星人マブゼの指示のもと、ゴドラ星人やスラン星人とともにニセウルトラマンベリアルを作成するが、知性を持たないニセベリアルをトレギアに誘導された結果、アジトにしていた美蘭フーズ本社ごと撃破される。
電波ジャックの際にはザラブ星製のテレビカメラを使ってテレビジャックを行ったほか、ベリアル因子を浴びせられた際には泡を吹いて昏倒するなど、ドジな性格となっている。
- 声：深澤純
- スーツアクター：矢﨑大貴
- 第23話の脚本を担当した皐月彩は、本話のザラブ星人を「おとぼけ」とキャラ付けしており、『ウルトラ怪獣散歩』っぽいノリであったと述べている[78]。

## 『シン・ウルトラマン』に登場するザラブ
映画『シン・ウルトラマン』に登場。
ウルトラマンに続いて現れた外星人第2号。禍特対本部の専従班室に直接コミュニケーションを取るために侵入し、停電とともに大規模な電子機器システム障害を発生させて禍特対の面々の前に出現する。それとともに消去された電子データを考えただけで復元を実行したり、地球の言語を自由に操る高度な科学技術力を見せつけたりしてコンタクトを図り、日本国政府に友好条約の締結を迫る。
大隈内閣総理大臣ら政府高官との協議の末、日本との条約を締結するが、そこには条約締結を契機に国家同士を争わせて原住知的生物であるホモ・サピエンスを殲滅させるという陰謀があった。それを知った神永新二を拉致し、解体予定のビルの一室に拘束した後、ウルトラマンの存在を利用してにせウルトラマンの姿で横須賀に出現し、横須賀基地を襲撃する。その後、政府関係者らに対してウルトラマンは危険極まりない存在であると偽証し、ウルトラマンの抹殺計画を提案する。
一方、神永にとってウルトラマンへの変身に必要なベーターシステムの起動点火装置・ベーターカプセルを捜索するが、事前に彼が浅見弘子にベーターカプセルを託していたため、見つけられなかった。その後、再びにせウルトラマンの姿で市街地に出現して破壊活動を行い、神永を救出しに来た浅見を掴み上げる。だが、浅見からベーターカプセルを返されていた神永がウルトラマンに変身し、ウルトラマンによって浅見を奪還される。最後は、ウルトラマンの攻撃によって光学偽装装置が解かれて元の姿で空へ逃亡するが、追ってきたウルトラマンとの激しい空中戦の末、八つ裂き光輪によって倒された。
- 声：津田健次郎[82][79]
- 成田亨の描くデザイン画の姿になるべく近づけたものとなっており、着ぐるみではなく3DCGでなければできない表現として、身体部分を透明にして前後半身にしている[83]。
- 頭部の造形物が撮影用に制作され、撮影も行われたが、本編ではカットされ、CGモデル制作に活用された[84]。

### 『シン・ウルトラマン』に登場するにせウルトラマン
映画『シン・ウルトラマン』に登場。
- 原典のように形状の差異ではなく、体表のラインを変えるものなどが検討されたが、眼の形状のみを変えることとなり、成田亨のイラストにあった六角形の眼のウルトラマンをイメージソースとしている[83]。体表ラインは、同作品のウルトラマンと同様の赤いものが採用された[84]。
- ウルトラマンとの交戦時には、原典でのチョップを経てウルトラマンが痛がる姿も再現されている[85]。

## 『ウルトラマンレグロス ファーストミッション』に登場するザラブ星人
『ウルトラマンレグロス ファーストミッション』に登場。
- 声：神倉雅弥

### 『ウルトラマンレグロス ファーストミッション』に登場するにせウルトラマン
『ウルトラマンレグロス ファーストミッション』に登場。

## 『大怪獣ラッシュ ウルトラフロンティア』に登場するザラブ星人
データカードダスおよびそれを元にしたCGショートムービー『大怪獣ラッシュ ウルトラフロンティア』に登場。他の文明を滅ぼす秘密工作員として名の知れた一族とされる。通常のザラブ星人はハンターステーションにいる宇宙人として登場し、『REDKING Hunting』ではメフィラス星人ジェントと会話する。また、劇場版『DINO-TANK Hunting』ではメトロン星人、ババルウ星人と共にチームを組んで恐竜戦車に挑むが、敗れる。
ザラブ星人レイント
2弾より登場。「テープに隠された優しさのハンター」の異名を持つ。拘束用テープを放つリストレインターを右腕に装備している。この拘束用テープを使用し、プラズマ怪獣の動きを封じる戦法が得意。
ザラブ星人ザラガン
3弾より登場。「フェローシップザラガン」の異名を持つ。あらゆる星のハンターたちと友好関係を築きたいと願っており、悪名高き工作員のトレードマークとされる専用銃エネルギーバルカンシューターを封印している。
ザラブ星人ウェイバ
4弾より登場。「旋律の調教師」の異名を持つ。プラズマ怪獣のみに有効な破壊怪音波を操るザラブスピーカーポッドを武器とする。口数が多く、物静かなヒッポリト星人アーチャーとは性格も戦法も対照的なライバル同士。

## 漫画作品に登場するザラブ星人
- 英京治による漫画版の一篇「変身怪獣 ザラブ星人」[注釈 9]では、にせウルトラマンとして街並みを破壊する展開はおおむね原典を踏襲しているが、ウルトラマンと交戦する場所が海岸となっている。
- 内山まもるの作品『ウルトラ戦士 銀河大戦争』[注釈 10]では、ザラブ星人の王ザラブ・シーザーがジュダの配下として登場。宇宙パトロール中のウルトラ兄弟を罠にかけ、地球を攻撃する。アンドロメロスとアンドロウルフに部下をすべて倒された後、洗脳したウルトラ兄弟を使ってメロスとウルフを捕らえるが、宇宙戦車で撃ち殺そうとしたところをバリアで防がれ、ウルトラ兄弟の洗脳もその衝撃で解ける。最後は身体を炎で包んで特攻するシーザー・ファイヤーで道連れにしようとするが、ウルフのダブルUで首と胴体を切られる。
- 『ウルトラマン超闘士激伝』では、メフィラス大魔王配下の鋼魔四天王の1人である闘士ザラブ星人として登場。紳士的な口調で話し、棒術を得意とする。タロウを狙うが、それを庇ったジャックの捨て身の攻撃で倒れる。その後、他の四天王と共に新たな装鉄鋼を装着して登場し、二大魔神と戦うウルトラ戦士たちに協力する。
- 『ウルトラマンSTORY 0』では、星間連合の幹部の1人として登場。ゾフィーに化けてエースとタロウを翻弄するが、最後は倒される。
- 『ウルトラ忍法帖』では、悪の組織「朧党」の忍獣「挫羅武」として登場。
- 『酩酊!怪獣酒場』では、怪獣酒場のスタッフとして登場する。正体は怪人バルのスパイ。

## ライブステージに登場するザラブ星人
- 『ウルトラマンフェスティバル'95』では、ザム星人の部下として登場。ウルトラマンネオスがアーストロンと戦っている間ににせウルトラマンに変身し、ネオスにザム星人の居場所をわざと教え、ネオスが向かっている隙にウルトラマングレートやウルトラマンパワードを血祭りに上げようと企む。だが、本物のウルトラマンと鉢合わせし、戦闘になる。スペシウム光線を浴びせられて元に戻り、最後はウルトラアタック光線を受けて絶命する。
- 『ウルトラマンフェスティバル2000』では、暗黒の玉を使って偽者のウルトラ戦士たちを多数復活させ、本物のウルトラ戦士たちを倒そうと企む。野心が強いイーヴィルティガとは険悪な関係。最後はウルトラマンの八つ裂き光輪を受けて絶命する。
- 『ウルトラマンフェスティバル2008』では、メフィラス星人の部下として登場。よくバルタン星人とコンビを組んでいる。前半では、バルタン星人たちと80、セブン、ヒカリと対決するが、メフィラス星人の部下の怪獣が倒されると、バルタン星人と共に逃亡する。後半は、再びバルタン星人やバキシムと共にセブンを苦戦させるが、初代マンとゾフィーの登場で逆転され、最後は初代マンにスペシウム光線で倒される。
- 『ウルトラマンフェスティバル2009』では、第二部に登場。2体が登場して互いに暗躍しながら、影から事態を操る。そのうち1体はにせウルトラマンに変身し、にせウルトラセブン、ウルトラマンシャドー、エースロボットらと共にウルトラ戦士と戦うが、敗北した後には自らの命を使ってエンペラ星人を蘇らせる。もう1体は、ウルトラマンベリアルの封印を解き放つ。
- アリオ八尾・円谷ジャングルで開催された『大決戦!? 超ウルトラにせ兄弟!!』では、マグマ星人司会のイベントでにせウルトラマンが登場。偽セブン、エースロボット、イーヴィルティガ、偽ダイナ、偽ガイア（ダメージ版）、ダークザギと共に、ザギを除く全員で子供たちを守るために光線技一斉発射でメビウスを撃退する。ザギとイーヴィルの不良じみた睨み合い、ザギの暴走に振り回される偽ダイナ、エースロボ、偽ガイアとそれを取り押さえる本物の初代ウルトラマンとにせウルトラマンのタッグマッチ、カメラで自分を撮るザギ、イーヴィルの肩を揉む偽ガイアなど、他の悪役ウルトラマンたちと共にコミカルな様子を多く見せる。最後の記念撮影には本物やメビウスも一緒に参加していたが、ザギだけがそれに首を傾げていた。

## ゲーム作品に登場するザラブ星人
- 『大怪獣バトル ULTRA MONSTERS』については、#『大怪獣バトル ULTRA MONSTERS』に登場するザラブ星人を参照。
- 『PDウルトラマンバトルコレクション64』では、にせウルトラマンが登場（ザラブ星人は未登場）。原作では撃てなかったスペシウム光線を撃てるだけでなく、ウルトラスラッシュやアタック光線まで撃てる。技のバリエーションは本物のウルトラマンよりも多い。
- 『怪獣バスターズ』シリーズにも登場。敵怪獣として登場する「にせウルトラマン」を倒すミッションをクリアすると、科学者として仲間になる。以後は主人公たちの仲間になるふりをしながら、裏切るタイミングを見計らっている。いつも負けているが虚勢を張る、憎めないコミカル敵キャラ。にせウルトラマンだけではなく、にせメビウスにも変身できる。
- 『ロストヒーローズ』では、アジトキューブに登場。にせウルトラマンの姿で仮面ライダースカルに化けたマスカレイド・ドーパントと芝居を打つが、原典同様に完全な変身でなく、見苦しく命乞いもしたため、簡単に見破られる。戦闘になるとスペシウム光線やキャッチリングを使おうとするが、何も起きない。
- 『巨影都市』では、「巨影」としてザラブ星人とにせウルトラマンが登場。ウルトラマンと戦うほか、主人公にも襲いかかる。

## 過去の映像を流用しての登場
映像は『ウルトラマン』からの流用。
- 『ウルトラ怪獣大図鑑』
  - 二代目が「ビル街に現れた怪獣たち」というコーナーで紹介された。
- 『甦れ!ウルトラマン』
  - 怪獣総進撃を予期したハヤタのイメージ映像に二代目が登場。
- 『ウルトラマンボーイのウルころ』
  - 初代が「悪者ウルトラマン現る!」というコーナーで紹介された。

## その他
- バンダイビジュアルが製作したDVD使用事項の注意では、カネゴン・ダダ・バルタン星人と共にDVDを汚したり落書きしたりと乱暴に扱い、ウルトラマンに注意されている。
- 映画『新世紀2003ウルトラマン伝説 THE KING'S JUBILEE』では、ウルトラマンキングの誕生日を怪獣たちと共に祝福する。
- バラエティ番組『めちゃ×2イケてるッ!』2009年12月5日放送分では、『大怪獣バトル ウルトラ銀河伝説 THE MOVIE』の出演オーディションに他の怪獣たちと共に参加。プレッシャー星人に妨害され、球乗り対決で球から落ちてしまったゼットンを起こそうとしていた。
- 『ウルトラマンゼロ&オールスターウルトラマン超絶!ウルトラリーグ』（テレビマガジン版2011年7月号掲載分）では、エンペラ星人とレイブラッド星人が率いる宇宙人軍団の1体としてウルティメイトフォースゼロを襲う。
- 2014年8月2日にフジテレビONEで放送されたテレビ番組『ウルトラ怪獣散歩』にゲストとして登場[90]。声は飯塚悟志（東京03）[90]。レギュラー放送の第3期第31話「琉球から来た兄弟 〜沖縄〜」、第32話「ノンマルトのシーサー」ではにせウルトラマンが登場し、沖縄の人々には本物のウルトラマンだと思われており、ノンマルトに突っ込まれていた。この際の声は豊本明長（東京03）。
- 『ウルトラマンオーブ』第22話「地図のないカフェ」では、カフェ・ブラックスターのメッセージボードの写真に登場している[36]。